# Mistrzostwa Europy w biegu na 100 km 2000
9. Mistrzostwa Europy w biegu na 100 km 2000 – zawody lekkoatletyczne, które odbyły się 30 kwietnia 2000 w Belves, Francja.

## Medaliści
|                         | 1. miejsce   | Rezultat | 2. miejsce     | Rezultat | 3. miejsce                          | Rezultat |
| Mężczyźni indywidualnie | Farit Ganiev | 6:33:36  | Piotr Sękowski | 6:44:28  | Oleg Kharitonov                     | 6:47:00  |
| Kobiety indywidualnie   | Edit Berces  | 7:53:12  | Karine Herry   | 8:06:46  | Maria Alzira da Silva Portela Lario | 8:16:53  |

## Reprezentacja Polski

### Mężczyźni
| Miejsce | Zawodnik       | Klub               | Rezultat |
| 2.      | Piotr Sękowski | MKS Durasan Płońsk | 6:44:28  |